# Agalliopsis fasciatus
Agalliopsis fasciatus är en insektsart som beskrevs av Henry Fairfield Osborn 1934. Agalliopsis fasciatus ingår i släktet Agalliopsis och familjen dvärgstritar. Inga underarter finns listade i Catalogue of Life.